# Германия на Европейских играх 2015
Германия на I Европейских играх, которые прошли в июне 2015 года в столице Азербайджана, в городе Баку, была представлена 267 спортсменами в 24 видах спорта..

## Медали
| Золото  |                                                       |                                                         |         |
| №       | Спортсмены                                            | Вид спорта (дисциплина)                                 | Дата    |
| 1       | Макс Хофф                                             | Гребля на байдарках и каноэ (K-1, 1000 метров, мужчины) | 15 июня |
| 2       | Себастьян Брендель                                    | Гребля на байдарках и каноэ (C-1, 1000 метров, мужчины) | 15 июня |
| Серебро |                                                       |                                                         |         |
| №       | Спортсмены                                            | Вид спорта (дисциплина)                                 | Дата    |
| 1       | Йонатан Хорне                                         | Карате (свыше 84 кг, мужчины)                           | 14 июня |
| 2       | Франциска Вебер Конни Васмут Верена Хантль Тина Дитце | Гребля на байдарках и каноэ (K-4, 500 метров, женщины)  | 15 июня |
| Бронза  |                                                       |                                                         |         |
| №       | Спортсмены                                            | Вид спорта (дисциплина)                                 | Дата    |
| 1       | Франк Штеблер                                         | Борьба (греко-римская, до 71 кг, мужчины)               | 13 июня |
| 2       | Рамзин Ацицзир                                        | Борьба (греко-римская, до 85 кг, мужчины)               | 14 июня |

| Медали по видам спорта      | Медали по видам спорта | Медали по видам спорта | Медали по видам спорта | Медали по видам спорта |
| --------------------------- | ---------------------- | ---------------------- | ---------------------- | ---------------------- |
| Вид спорта                  | 1                      | 2                      | 3                      | Итого                  |
| Борьба                      | 0                      | 0                      | 2                      | 2                      |
| Гребля на байдарках и каноэ | 2                      | 1                      | 0                      | 3                      |
| Карате                      | 0                      | 1                      | 0                      | 1                      |
| Всего                       | 2                      | 2                      | 2                      | 6                      |

| Медали по дням | Медали по дням | Медали по дням | Медали по дням | Медали по дням |
| -------------- | -------------- | -------------- | -------------- | -------------- |
| Дата           | 1              | 2              | 3              | Итого          |
| 13 июня        | 0              | 0              | 1              | 1              |
| 14 июня        | 0              | 1              | 1              | 2              |
| 15 июня        | 2              | 1              | 0              | 3              |
| Всего          | 2              | 2              | 2              | 6              |

## Состав команды
Борьба
Греко-римская борьба
- Паскаль Айзеле
- Рамзин Ацицзир
- Маттиас Маш
- Денис Менексе
- Флориан Ноймайер
- Эдуард Попп
- Оливер Хасслер
- Франк Штеблер

 Карате
- Ноа Бич
- Рикардо Гиглер
- Йонатан Хорне
- Ясмин Блойль
- Дуйгу Бугур

 Триатлон
- Йонас Брайнлингер
- Лиза Зибургер

## Результаты

### Борьба
В соревнованиях по борьбе разыгрывалось 24 комплекта наград. По 8 у мужчин и женщин в вольной борьбе и 8 в греко-римской. Турнир проходил по олимпийской системе с выбыванием. В утешительный раунд попадали участники, проигравшие в своих поединках будущим финалистам соревнований. Каждый поединок состоит из двух раундов по 3 минуты, победителем становится спортсмен, набравший большее количество баллов. По окончании схватки, в зависимости от результатов в каждом из раундов спортсменам начисляются классификационные очки.
Мужчины
Греко-римская борьба
Легенда: 

VT — победа на туше; 

PP — победа по очкам с техническим баллом у проигравшего; 

PO — победа по очкам без технического балла у проигравшего; 

SP — техническое превосходство, победа по очкам с разницей более, чем в 6 баллов с техническим баллом у проигравшего; 

ST — техническое превосходство, победа по очкам с разницей более, чем в 6 баллов без технического балла у проигравшего; 

| Соревнование | Спортсмены       | Первый раунд                   | 1/8 финала                     | Четвертьфинал                   | Полуфинал                       | Финал                         | Место |
| Соревнование | Спортсмены       | Соперник Результат             | Соперник Результат             | Соперник Результат              | Соперник Результат              | Соперник Результат            | Место |
| ------------ | ---------------- | ------------------------------ | ------------------------------ | ------------------------------- | ------------------------------- | ----------------------------- | ----- |
| до 59 кг     | Денис Менексе    | М. Новак (CZE) В 5:0 (VT)      | Я. Хаапамяки (FIN) В 4:0 (ST)  | С. Дауров (BLR) П 0:4 (ST)      | Турнир за 3-е место             | Турнир за 3-е место           | 7     |
| до 59 кг     | Денис Менексе    | М. Новак (CZE) В 5:0 (VT)      | Я. Хаапамяки (FIN) В 4:0 (ST)  | С. Дауров (BLR) П 0:4 (ST)      | Т. Бельмадани (FRA) П 0:3 (PO)  | Завершил выступление          | 7     |
| до 66 кг     | Маттиас Маш      | Э. Венцкайтис (LTU) В 3:1 (PP) | А. Маргарян (FRA) В 4:1 (SP)   | Д. Демьянков (UKR) П 0:3 (PO)   | Завершил выступление            | Завершил выступление          | 7     |
| до 71 кг     | Франк Штеблер    | В. Якуш (SVK) В 3:0 (PO)       | П. Лях (BLR) В 4:0 (ST)        | Б. Корпаши (HUN) П 1:3 (PP)     | Турнир за 3-е место             | Турнир за 3-е место           | 3     |
| до 71 кг     | Франк Штеблер    | В. Якуш (SVK) В 3:0 (PO)       | П. Лях (BLR) В 4:0 (ST)        | Б. Корпаши (HUN) П 1:3 (PP)     | З. Толльрот (SWE) В 4:1 (SP)    | М. Цулукидзе (GEO) В 3:1 (PP) | 3     |
| до 75 кг     | Паскаль Айзеле   | не участвовал                  | К. Килов (BLR) В 4:0 (ST)      | В. Немеш (SRB) П 1:3 (PP)       | Турнир за 3-е место             | Турнир за 3-е место           | 5     |
| до 75 кг     | Паскаль Айзеле   | не участвовал                  | К. Килов (BLR) В 4:0 (ST)      | В. Немеш (SRB) П 1:3 (PP)       | К. Нильссон (SWE) В 3:1 (PP)    | Д. Пышков (UKR) П 1:3 (PP)    | 5     |
| до 80 кг     | Флориан Ноймайер | Ж. Кери (HUN) В 3:0 (PO)       | И. Бешляга (MDA) В 3:0 (PO)    | В. Сосуновский (BLR) П 1:3 (PP) | Завершил выступление            | Завершил выступление          | 7     |
| до 85 кг     | Рамзин Ацицзир   | не участвовал                  | Д. Яниковский (POL) В 3:0 (PO) | Д. Чакветадзе (RUS) П 0:4 (ST)  | Турнир за 3-е место             | Турнир за 3-е место           | 3     |
| до 85 кг     | Рамзин Ацицзир   | не участвовал                  | Д. Яниковский (POL) В 3:0 (PO) | Д. Чакветадзе (RUS) П 0:4 (ST)  | А. Хрустанович (AUT) В 3:1 (PP) | Н. Жугай (CRO) В 3:1 (PP)     | 3     |
| до 98 кг     | Оливер Хасслер   | И. Магомедов (RUS) П 0:3 (PO)  | не участвовал                  | Турнир за 3-е место             | Турнир за 3-е место             | Турнир за 3-е место           | 14    |
| до 98 кг     | Оливер Хасслер   | И. Магомедов (RUS) П 0:3 (PO)  | не участвовал                  | А. Арусаар (EST) П 1:3 (PP)     | Завершил выступление            | Завершил выступление          | 14    |
| до 130 кг    | Эдуард Попп      | не проводится                  | М. Книстаутас (LTU) В 3:0 (PO) | И. Чугошвили (BLR) П 0:4 (ST)   | Завершил выступление            | Завершил выступление          | 8     |

### Гребля на байдарках и каноэ
Соревнования по гребле на байдарках и каноэ проходили в городе Мингечевир на базе олимпийского учебно-спортивного центра «Кюр». Разыгрывалось 15 комплектов наград. В каждой дисциплине соревнования проходили в три этапа: предварительный раунд, полуфинал и финал.
Мужчины
| Соревнование     | Спортсмены         | Предварительный раунд | Предварительный раунд | Предварительный раунд | Полуфинал     | Полуфинал     | Полуфинал     | Финал    | Финал   | Итоговое место |
| Соревнование     | Спортсмены         | Заплыв                | Время                 | Место                 | Заплыв        | Время         | Место         | Время    | Место   | Итоговое место |
| ---------------- | ------------------ | --------------------- | --------------------- | --------------------- | ------------- | ------------- | ------------- | -------- | ------- | -------------- |
| K-1, 1000 метров | Макс Хофф          | 1                     | 3:36,950              | 1 (Q)                 | 1             | 3:21,890      | 1 (Q)         | Финал A  | Финал A | 1              |
| K-1, 1000 метров | Макс Хофф          | 1                     | 3:36,950              | 1 (Q)                 | 1             | 3:21,890      | 1 (Q)         | 3:28,205 | 1       | 1              |
| C-1, 1000 метров | Себастьян Брендель | 1                     | 3:54,890              | 1 (Q)                 | не участвовал | не участвовал | не участвовал | 3:50,147 | 1       | 1              |

Женщины
| Соревнование    | Спортсмены                                            | Предварительный раунд | Предварительный раунд | Предварительный раунд | Полуфинал      | Полуфинал      | Полуфинал      | Финал    | Финал | Итоговое место |
| Соревнование    | Спортсмены                                            | Заплыв                | Время                 | Место                 | Заплыв         | Время          | Место          | Время    | Место | Итоговое место |
| --------------- | ----------------------------------------------------- | --------------------- | --------------------- | --------------------- | -------------- | -------------- | -------------- | -------- | ----- | -------------- |
| K-4, 500 метров | Франциска Вебер Конни Васмут Верена Хантль Тина Дитце | 1                     | 1:34,937              | 1 (Q)                 | не участвовали | не участвовали | не участвовали | 1:33,312 | 2     | 2              |

### Карате
Соревнования по карате проходили в Бакинском кристальном зале. В каждой весовой категории принимали участие по 8 спортсменов, разделённых на 2 группы. Из каждой группы в полуфинал выходили по 2 спортсмена, которые по системе плей-офф разыгрывали медали Европейских игр.
Мужчины
| Соревнование | Спортсмены     | Групповой этап          | Групповой этап          | Групповой этап            | Место    | 1/2 финала                | Финал                   | Итоговое место |
| Соревнование | Спортсмены     | 1 поединок              | 2 поединок              | 3 поединок                | Место    | 1/2 финала                | Финал                   | Итоговое место |
| ------------ | -------------- | ----------------------- | ----------------------- | ------------------------- | -------- | ------------------------- | ----------------------- | -------------- |
| До 67 кг     | Рикардо Гиглер | Группа A                | Группа A                | Группа A                  | 1 (Q)    | С. да Коста (FRA) П 2:4   | За 3-е место            | 4              |
| До 67 кг     | Рикардо Гиглер | Д. Домджони (CRO) Н 0:0 | Б. Уйгур (TUR) В 1:0    | И. М. Тадишши (HUN) В 2:1 | 1 (Q)    | С. да Коста (FRA) П 2:4   | Н. Алиев (AZE) П 1:3    | 4              |
| До 75 кг     | Ноа Бич        | Группа B                | Группа B                | Группа B                  | 1 (Q)    | Р. Агаев (AZE) П 0:1      | За 3-е место            | 4              |
| До 75 кг     | Ноа Бич        | Л. да Коста (FRA) Н 0:0 | П. Лоизидес (CYP) В 3:1 | Л. Буза (ITA) В 2:0       | 1 (Q)    | Р. Агаев (AZE) П 0:1      | Э. Эльтемур (TUR) П 0:5 | 4              |
| Свыше 84 кг  | Йонатан Хорне  | Группа A                | Группа A                | Группа A                  | Группа A | М. Нестровски (MKD) В 5:0 | Э. Эркан (TUR) П 1:2    | 2              |
| Свыше 84 кг  | Йонатан Хорне  | М. Шеппард (NED) В 3:0  | Ф. Рейш (POR) В 6:0     | С. Битевич (SRB) В 3:0    | 1 (Q)    | М. Нестровски (MKD) В 5:0 | Э. Эркан (TUR) П 1:2    | 2              |

Женщины
| Соревнование | Спортсмены   | Групповой этап            | Групповой этап       | Групповой этап        | Место | 1/2 финала                  | Финал                 | Итоговое место        |
| Соревнование | Спортсмены   | 1 поединок                | 2 поединок           | 3 поединок            | Место | 1/2 финала                  | Финал                 | Итоговое место        |
| ------------ | ------------ | ------------------------- | -------------------- | --------------------- | ----- | --------------------------- | --------------------- | --------------------- |
| До 50 кг     | Дуйгу Бугур  | Группа B                  | Группа B             | Группа B              | 4     | Завершила выступление       | Завершила выступление | Завершила выступление |
| До 50 кг     | Дуйгу Бугур  | М. Кулинкович (BLR) П 0:3 | Е. Крива (UKR) П 0:1 | А. Реккья (FRA) П 0:1 | 4     | Завершила выступление       | Завершила выступление | Завершила выступление |
| Ката         | Ясмин Блойль | Группа B                  | Группа B             | Группа B              | 2 (Q) | С. Санчес Хайме (ESP) П 0:5 | За 3-е место          | 4                     |
| Ката         | Ясмин Блойль | А. Гурбанова (AZE) В 5:0  | В. Киук (CRO) В 5:0  | Д. Бозан (TUR) П 1:4  | 2 (Q) | С. Санчес Хайме (ESP) П 0:5 | Д. Бозан (TUR) П 1:4  | 4                     |

### Триатлон
Соревнования по триатлону состояли из 3 этапов — плавание (1,5 км), велоспорт (40 км), бег (9,945 км).
Мужчины
| Соревнование | Спортсмены        | Плавание | Смена | Велоспорт | Смена | Бег   | Итоговое время | Место | Отставание |
| ------------ | ----------------- | -------- | ----- | --------- | ----- | ----- | -------------- | ----- | ---------- |
| Мужчины      | Йонас Брайнлингер | 19:25    | 0:46  | 55:59     | 0:26  | 36:19 | 1:52:55        | 26    | +4:24      |

Женщины
| Соревнование | Спортсмены    | Плавание | Смена | Велоспорт | Смена | Бег   | Итоговое время | Место | Отставание |
| ------------ | ------------- | -------- | ----- | --------- | ----- | ----- | -------------- | ----- | ---------- |
| Женщины      | Лиза Зибургер | 22:09    | 0:47  | 1:08:09   | 0:27  | 36:03 | 2:07:35        | 23    | +7:07      |